# Kaisa Matomäki
Kaisa Sofia Matomäki (Nakkila, Finlàndia, 30 d'abril de 1985) és una matemàtica finlandesa especialitzada en teoria dels nombres. Des del setembre de 2015, ha estat treballant com a Academic Research Fellow en el Departament de Matemàtiques i Estadística de la Universitat de Turku, a Turku, Finlàndia. La seva ercerca inclou resultats en la distribució de funcions multiplicatives en intervals de nombres curts; per exemple, va demostrar que els valors de la funció de Möbius estan dividits de forma equitativa entre +1 i −1 en intervals petits. Aquests resultats, alhora, van ser part de les eines que Terence Tao va utilitzar per demostrar el problema de la discrepància d'Erdős.

## Educació i carrera
Kaisa Matomäki va néixer a Nakkila, Finlàndia, el 30 d'abril de 1985. Va assistir a l'institut de Valkeakoski, a Finlàndia i va guanyar el primer premi en la competició nacional de matemàtiques per a estudiants d'institut de Finlàndia. Va cursar un postgrau a la Universitat de Turku i va obtenir el Premi Ernst Lindelof per al millor treball de final de màster en matemàtiques de tot Finlàndia l'any 2005. Després de completar el doctorat en el Royal Holloway College de la Universitat de Londres l'any 2009 sota la direcció del professor Glyn Harman, va tornar a Turku on fa recerca acadèmica, com a Academy Research Fellow.

## Premis i honors
Matomäki, juntament amb Maksym Radziwill de la Universitat McGill, al Canadà, va ser premiada amb el Premi SASTRA Ramanujan de 2016. El premi es va crear l'any 2005 i s'atorga anualment per valorar les contribucions excepcionals de matemàtics joves en àrees en què Srinivasa Ramanujan ha tingut una gran influència.
Juntament amb Radziwill, és una dels cinc guanyadors del Premi Nous Horitzons de 2019 per a èxits matemàtics de talents joves, associat al Premi Breakthrough de Matemàtiques. És una dels guanyadors del Premi de la Societat Matemàtica Europea de 2020. L'any 2021 va obtenir el Premi Ruth Lyttle Satter de Matemàtiques de la Societat Americana de Matemàtiques "per la seva obra (gran part de la qual, amb Maksym Radziwiłł) que ha obert el camp de les funcions multiplicatives en intervals curts d'una forma completament inesperada i molt fructífera, i en particular en el seu revolucionari article, Multiplicative Functions in Short Intervals (Annals of Mathematics 183 2016, 1015–1056)."

## Vida personal
Kaisa Matomäki està casada amb Pekka Matomäki, que és també un matemàtic, especialitzat en matemàtiques aplicades. Tenen tres fills. Actualment, viuen a Lieto, municipi proper a Turku.